# Isanthrene notipennis
Isanthrene notipennis är en fjärilsart som beskrevs av Butler 1876. Isanthrene notipennis ingår i släktet Isanthrene och familjen björnspinnare. Inga underarter finns listade i Catalogue of Life.